# Oulobophora internata
Oulobophora internata is een vlinder uit de familie spanners (Geometridae). De wetenschappelijke naam is voor het eerst geldig gepubliceerd in 1888 door Pungeler.
De soort komt voor in Europa.